# قوس (رياضيات)
تُستخدم أشكال مطبعية مختلفة بين الأقواس في الصيغ والرموز الرياضية مثل الأقواس ()، الأقواس المربعة []، الأقواس المعقوفة {}، والأقواس المعقوفة. عادةً ما تشير هذه الأقواس إلى شكل من أشكال التجميع: عند تقييم تعبير يحتوي على تعبير فرعي بين قوسين، فإن عوامل التشغيل في التعبير الفرعي لها الأسبقية على تلك المحيطة بها. بالإضافة إلى ذلك، هناك العديد من الاستخدامات والمعاني لمختلف الأقواس.
تاريخياً، تم استخدام علامات أخرى في الاستخدام الحالي، كل هذه الرموز لها معاني محددة. اقترح أقرب استخدام بين قوسين للإشارة إلى التجميع (أي التجميع) في 1608 بواسطة كريستوفر كلافيوس وفي عام 1629 من قبل ألبرت جيرارد. [1]
في اللغة Z الرسمية للمواصفة، تشير الأقواس المعقوفة إلى مجموعة أقواس معقوفة تشير إلى تسلسل.

### رموز لتمثيل الأقواس الزاوية
يتم استخدام مجموعة متنوعة من الرموز المختلفة لتمثيل أقواس زاوية. في البريد الإلكتروني ونص أسكي الآخر، من الشائع استخدام علامات أقل من (<) وأكبر من (>) لتمثيل أقواس زاوية، لأن أسكي لا يتضمن أقواس زاوية. [2] يحتوي يونيكود على ثلاثة أزواج من الأحرف المخصصة:
- U + 27E8، قوس الزاوية الأيسر الرياضي و U + 27E9، قوس الزاوية الأيمن للرياضي

#### علم الجبر
في أقواس الجبر الابتدائية، ()، يتم استخدامها لتحديد ترتيب العمليات. يتم تقييم المصطلحات داخل القوس أولاً ؛ وبالتالي 2 × (3 + 4) هو 14 و 10 ÷ 5 (1 + 0) هو 1/2 و 8 ÷ 4 (2 + 0) هو 1 و (2 × 3) + 4 هو 10. تم تمديد هذا الترميز إلى تغطية الجبر العام الذي يتضمن المتغيرات .
أيضا في التعبيرات الرياضية بشكل عام، تستخدم الأقواس للإشارة إلى التجميع (أي، الأجزاء التي تنتمي معا) عند الضرورة لتجنب الغموض، أو من أجل الوضوح. على سبيل المثال، في المعادلة (εη) X = εXηX، المستخدمة في تعريف تكوين تحويلين طبيعيين، فإن الأقواس المحيطة بها تشير إلى أن الفهرسة بواسطة X يتم تطبيقها على التركيبة and، وليس فقط مكونها الأخير η .

##### الإحداثيات وناقلات
في أقواس نظام الإحداثيات الديكارتية يتم استخدام الأقواس لتحديد إحداثيات نقطة: (2،3) تدل على النقطة مع إحداثيات x 2 و y 3 عادة ما يتم كتابة المنتج الداخلي لاثنين من المتجهات على شكل (أ، ب) يستخدم أيضا.

###### مجموعات ومجموعات
تستخدم الأقواس {} لتحديد عناصر مجموعة: {a، b، c} تشير إلى مجموعة من ثلاثة عناصر.
تستخدم الأقواس الزاوية في نظرية المجموعات لكتابة عروض تقديمية المجموعة، ولبيان المجموعة الفرعية الناتجة عن مجموعة من العناصر.